# Green River (album)
Green River is een album uit 1969 van de Amerikaanse rockband Creedence Clearwater Revival. Het is het derde album van de band en is de opvolger van Bayou Country (1969). Het is het middelste van drie albums die de band in 1969 uitbracht.

## Tracks

#### A-kant
1. "Green River" – (John Fogerty) - 2:36
2. "Commotion" – (John Fogerty) - 2:44
3. "Tombstone Shadow" – (John Fogerty) - 3:39
4. "Wrote a Song for Everyone" – (John Fogerty) - 4:57

#### B-kant
1. "Bad Moon Rising" – (John Fogerty) - 2:21
2. "Lodi" – (John Fogerty) - 3:13
3. "Cross-Tie Walker" -  (John Fogerty) - 3:20
4. "Sinister Purpose" – (John Fogerty) - 3:23
5. "The Night Time Is the Right Time" – (Nappy Brown, Ozzie Cadena en Lew Herman) - 3:09

## Muzikanten
- John Fogerty - leadgitaar, piano, saxofoon, mondharmonica, zang, producer, arrangeur
- Tom Fogerty - slaggitaar, achtergrondzang
- Stu Cook - basgitaar
- Doug Clifford - drums

## Album
Dit album is in 1969 verschenen op Vinyl (LP) en Cassette. Vanaf 1986 is het ook verkrijgbaar op Compact Disc (CD). Het album is geremasterd in 1994.  De nummers Green river, Bad moon rising, Commotion en Lodi zijn op single verschenen. 
Op de voorkant van de albumhoes staat een foto met John Fogerty (met gitaar) op de voorgrond en de drie andere bandleden op de achtergrond. Op de achterkant zitten de vier bandleden op een houten hek, bij een zandweg.
De plaat kreeg 5 sterren (maximum) van de site AllMusic en het tijdschrift Rolling Stone. Het album staat op nummer 95 in een lijst van de 500 beste albums aller tijden samengesteld door het tijdschrift Rolling Stone.
Het album Green river haalde in de Verenigde Staten een eerste plaats in de albumlijst Billboard 200. In Engeland en Nederland haalde het album # 20. De singles Green river en Bad moon rising werden in de VS allebei # 2. In de VS werd Commotion # 30 en Lodi # 52. In Engeland werd Green river # 19 en Bad moon rising # 1. In Nederland werd de single Green river/Commotion # 1# 12 en Bad moon rising/ Lodi # 10.  In de Radio 2 Top 2000 staat in 2017 Bad moon rising op # 369. 